# Tom Wilson (producteur)
Pour les articles homonymes, voir Tom Wilson (homonymie) et Wilson.
Tom Wilson (né Thomas Blanchard Wilson Jr. le 25 mars 1931 et mort le 6 septembre 1978 à Los Angeles) est un producteur de musique américain.
Il a travaillé avec Bob Dylan, Frank Zappa, Simon et Garfunkel et le Velvet Underground, entre autres.

## Liste d'albums produits ou co-produits par Tom Wilson
- 1956 : Byrd Jazz (en) de Donald Byrd
- 1956 : Byrd's Eye View (en) de Donald Byrd
- 1957 : Byrd Blows on Beacon Hill (en) de Donald Byrd
- 1957 : Jazz Advance (en) de Cecil Taylor
- 1959 : Brass Shout (en) d'Art Farmer
- 1962 : The Futuristic Sounds of Sun Ra (en) de Sun Ra
- 1963 : The Freewheelin' Bob Dylan de Bob Dylan
- 1964 : The Times They Are a-Changin' de Bob Dylan
- 1964 : Another Side of Bob Dylan de Bob Dylan
- 1964 : The First Hurrah! (en) des Clancy Brothers & Tommy Makem (en)
- 1964 : Cool Sax, Warm Heart (en) d'Eddie Harris
- 1964 : Here Comes the Judge (en) d'Eddie Harris
- 1964 : Cool Sax from Hollywood to Broadway (en) d'Eddie Harris
- 1964 : Wednesday Morning, 3 A.M. de Simon and Garfunkel
- 1965 : Recorded Live in Ireland (en) des Clancy Brothers & Tommy Makem
- 1965 : Bringing It All Back Home de Bob Dylan
- 1965 : Highway 61 Revisited de Bob Dylan
- 1965 : Latin Mann (en) de Herbie Mann
- 1966 : Animalisms / Animalization (en) des Animals
- 1966 : Projections (en) du Blues Project
- 1966 : Impressions of a Patch of Blue (en) de Walt Dickerson
- 1966 : The Americanization of Ooga Booga (en) de Hugh Masekela
- 1966 : Hugh Masekela's Next Album (en) de Hugh Masekela
- 1966 : Freak Out! des Mothers of Invention
- 1966 : God Bless the Grass (en) de Pete Seeger
- 1967 : Absolutely Free de Frank Zappa & the Mothers of Invention
- 1967 : Eric Is Here (en) d'Eric Burdon & the Animals
- 1967 : Winds of Change (en) d'Eric Burdon & the Animals
- 1967 : The Velvet Underground and Nico du Velvet Underground & Nico
- 1967 : Chelsea Girl de Nico
- 1968 : The Twain Shall Meet (en) d'Eric Burdon & the Animals
- 1968 : The Lasting Impression of Hugh Masekela (en) de Hugh Masekela
- 1968 : The Soft Machine de Soft Machine
- 1968 : White Light/White Heat du Velvet Underground
- 1970 : CJ Fish (en) de Country Joe and the Fish
- 1977 : Bridges de Gil Scott-Heron et Brian Jackson